# Dichelacera albitibialis
Dichelacera albitibialis är en tvåvingeart som beskrevs av Burger 1999. Dichelacera albitibialis ingår i släktet Dichelacera och familjen bromsar. Inga underarter finns listade i Catalogue of Life.